# Dick’s Picks Volume 16
Dick’s Picks Volume 16 ist ein Live-Dreifachalbum der Band Grateful Dead.

## Geschichte
Die Songs des Albums wurden am 8. November 1969 im Fillmore Auditorium (oft fehlerhaft als Fillmore West angegeben) in San Francisco, Kalifornien, aufgenommen und am 7. März 2000 mit dem eigenen Label Grateful Dead Records veröffentlicht. Am 7. November trat die Band ebenfalls im Fillmore Auditorium auf. Von diesem Abend wurde jedoch kein Material verwendet.
Insgesamt traten die Dead 44-mal im Fillmore Auditorium auf, jedoch kein einziges Mal mehr nach dem 21. Dezember 1969. Als Produzent trat erneut Owsley Stanley auf, der langjähriger Tontechniker und anfänglicher Gönner der Band war und im Laufe der Zeit mehrere Alben für Grateful Dead produzierte.
Das zeitlich letzte Studioalbum war Aoxomoxoa, wovon die Songs „St. Stephen“ und „China Cat Sunflower“ verwendet wurde, welche beide zu den Standardliverepertoire gehören. Zwei Tage nach diesem Konzert erschien am 10. November 1969 das Livealbum Live/Dead, welches dadurch bedingt, dass es ebenfalls aus Konzertmitschnitten besteht und somit ebenfalls beliebte Livestücke enthält, viele gemeinsame Songs mit Dick’s Picks Volume 16 hat. Dazu gehören „Dark Star“, „St. Stephen“, „The Eleven“, „Turn On Your Lovelight“, „Feedback“ und „And We Bid You Goodnight“. Vom nächsten Studioalbum Workingman’s Dead (Juni 1970) wurden mit „Uncle John’s Band“, „High Time“, „Dire Wolf“, „Cumberland Blues“, „Easy Wind“ und „Casey Jones“ schon mehrere Songs live gespielt und getestet.
Der Name Dick’s Pick stammt vom offiziellen Aufnahmearchivist der Band Dick Latvala, der die Serie startete und die Songs dazu bis zu seinem Tod 1999 auswählte. Danach übernahm David Lemieux das Archiv. Dick’s Picks Volume 15 war das erste Album, welches nach seinem Tod auf den Markt kam. Doch für Dick’s Picks Volume 16 hatte er schon Songs ausgewählt. Beide Alben wurden ihm gewidmet und beinhalten zwei seiner Lieblingsshows.

Wie die bisherigen Alben der Dick’s Pick-Serie ist auch dieses mit einer Caveat-emptor-Warnung versehen:

„This release was digitally mastered directly from the original half track 7.5 ips analog tape. It is a snapshot of history, not a modern professional recording, and may therefore exhibit some minor technical anomalies and the unavoidable effects of the ravages of time.“

## Kritik
Im Allgemeinen wurde Dick’s Picks Volume 16 gut bewertet. Sowohl von All Music Guide als auch von The Music Box erhielt das Album 4,5 von 5 Sternen.

## Trackliste

### CD 1
1. „Good Morning Little Schoolgirl“ (Williamson) – 13:33
2. „Casey Jones“ (Garcia, Hunter) – 4:51
3. „Dire Wolf“ (Garcia, Hunter) – 8:24
4. „Easy Wind“ (Hunter) – 9:02
5. „China Cat Sunflower“ (Garcia, Hunter) – 3:45
6. „I Know You Rider“ (Traditional) – 5:40
7. „High Time“ (Garcia, Hunter) – 7:48
8. „Mama Tried“ (Haggard) – 3:10
9. „Good Lovin’“ (Clark, Resnick) – 9:17
10. „Cumberland Blues“ (Garcia, Hunter, Lesh) – 4:19

### CD 2
1. „Dark Star“ (Grateful Dead, Hunter) – 14:09
2. „The Other One“ (Kreutzmann, Weir) – 12:02
3. „Dark Star“ (Grateful Dead, Hunter) – 1:00
4. „Uncle John’s Band Jam“ (Garcia, Hunter) – 2:33
5. „Dark Star“ (Grateful Dead, Hunter) – 3:05
6. „St. Stephen“ (Garcia, Hunter, Lesh) – 7:44
7. „The Eleven“ (Hunter, Lesh) – 14:01

### CD 3
1. „Caution (Do Not Stop on Tracks)“ (Garcia, Kreutzmann, Lesh, Weir) – 17:28
2. „The Main Ten“ (Hart) – 3:10
3. „Caution (Do Not Stop on Tracks)“ (Garcia, Kreutzmann, Lesh, Weir) – 9:02
4. „Feedback“ (Grateful Dead) – 7:57
5. „We Bid You Goodnight“ (Traditional) – 3:28
6. „Turn on Your Love Light“ (Malone, Scott) – 25:29